# أساطير إسكندنافية

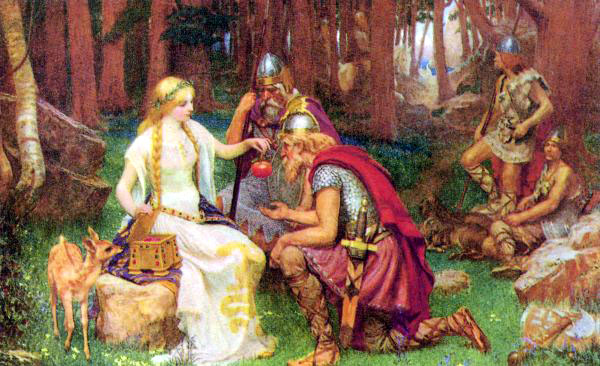
كانت الآلهة الإسكندنافية فانية، ووحدها تفاحات إيدون كانت تعطيها الحياة حتى راغناروك بريشة ج. بينروس (1890)

الأساطير الإسكندنافية أو  الميثولوجيا النوردية (بالنرويجية: Norrøn mytologi وبالإنجليزية: Norse mythology) هي أساس معتقدات وأساطير القبائل الجرمانية الشمالية المنبثقة عن الوثنية النرويجية والتي استمرت إلى مابعد دخول المناطق الإسكندنافية (النرويج، والسويد، والدنمارك، وآيسلندا) إلى المسيحية، حتى ضمن التاريخ المعاصر، وتتضمن الأساطير النرويجية قصص عن الآلهة المختلفة، والمخلوقات، والأبطال والمأخوذة عن مصادر متعددة سواء قبل أو بعد العهود الوثنية، من ضمنها مخطوطات القرون الوسطى، والتمائيل الأثرية، والتقاليد الشعبية.
وقد ذكرت النصوص القديمة عدة قصص عن الآلهة كحامل المطرقة وحامي البشر الإله ثور، الذي استمر في القضاء على أعدائه بلا هوادة. وكذلك الإله أودين، ذو العين الواحدة والمتسلط على الغربان، والذي استطاع الحصول على المعرفة ببراعة من العوالم المختلفة، والذي أنعم على البشرية بالأبجدية. وكذلك الجميلة صاحبة الرداء المكسو بالريش، الإلهة فرييا والتي كانت تجتاح المعارك لتختار المقاتلين. كذلك إلهة التزلج سكادي، التي ارتبطت بالانتقام، والتي كانت تنقل عواء الذئاب من الجبال الشتوية إلى شواطئ البحار، بالإضافة إلى نيورد، فريي، أيدون، هيمدال، فريغ، لوكي وبالدر، والعديد من الآلهة الأخرى.
وتتحدث أغلب هذه الأساطير عن محنة الآلهة وطريقة تفاعلها مع الكائنات الأخرى، كالبشر والعمالقة، فكان بعض هذه الكائنات صديقة، أو محبة، أو عدائية، ومنها كانت جزءا من العائلة الإلهية.
وكان الكون في هذه الأساطير مكوناً من تسعة عوالم متواجدة حول شجرة العالم اغدراسيل، والتي تكونت من الكائن الأسطوري الأقدم العملاق يمير. والتي احتوت أوائل البشر أسك وإيمبلا. وهذه العوالم ستعود لتتكون من جديد بعد راغناروك، المعركة المنتظرة بين الآلهة وأعدائهم، حيث سيحترق الكون بألسنة اللهب، ليعود ويولد من جديد. وهناك سيظهر بعضٌ من الآلهة الناجية، وستصبح الأراضي خضراء خصبة وستعود البشرية من أبوين جديدين.
وتعتبر الأساطير الإسكندنافية مجالا للبحث والدراسة في العصر الحديث منذ القرن السابع عشر عندما جذبت النصوص القديمة انتباه الأوساط الفكرية الأوروبية. وقد تمكن الباحثون والمؤرخون من خلال الأساطير المقارنة وبعض اللغويات التاريخية من ارجاع أصل هذه الأساطير الجرمانية القديمة إلى ما قبل الأساطير الهندو - أوروبية. وفي التاريخ المعاصر قامت حركة إحياء رومانسية الفايكينغ بجلب الأنظار إلى المواضيع المذكورة في هذه الأساطير، والتأكيد على أن هذه الأساطير تلعب دورا هاما في الثقافة الشعبية الحديثة، وقد صنفت هذه الأساطير على أنها جزء من العبادات الوثنية الجرمانية. كما أنها حازت على اهتمام بعض الحكومات باعتبارها ديانة رسمية فيها.

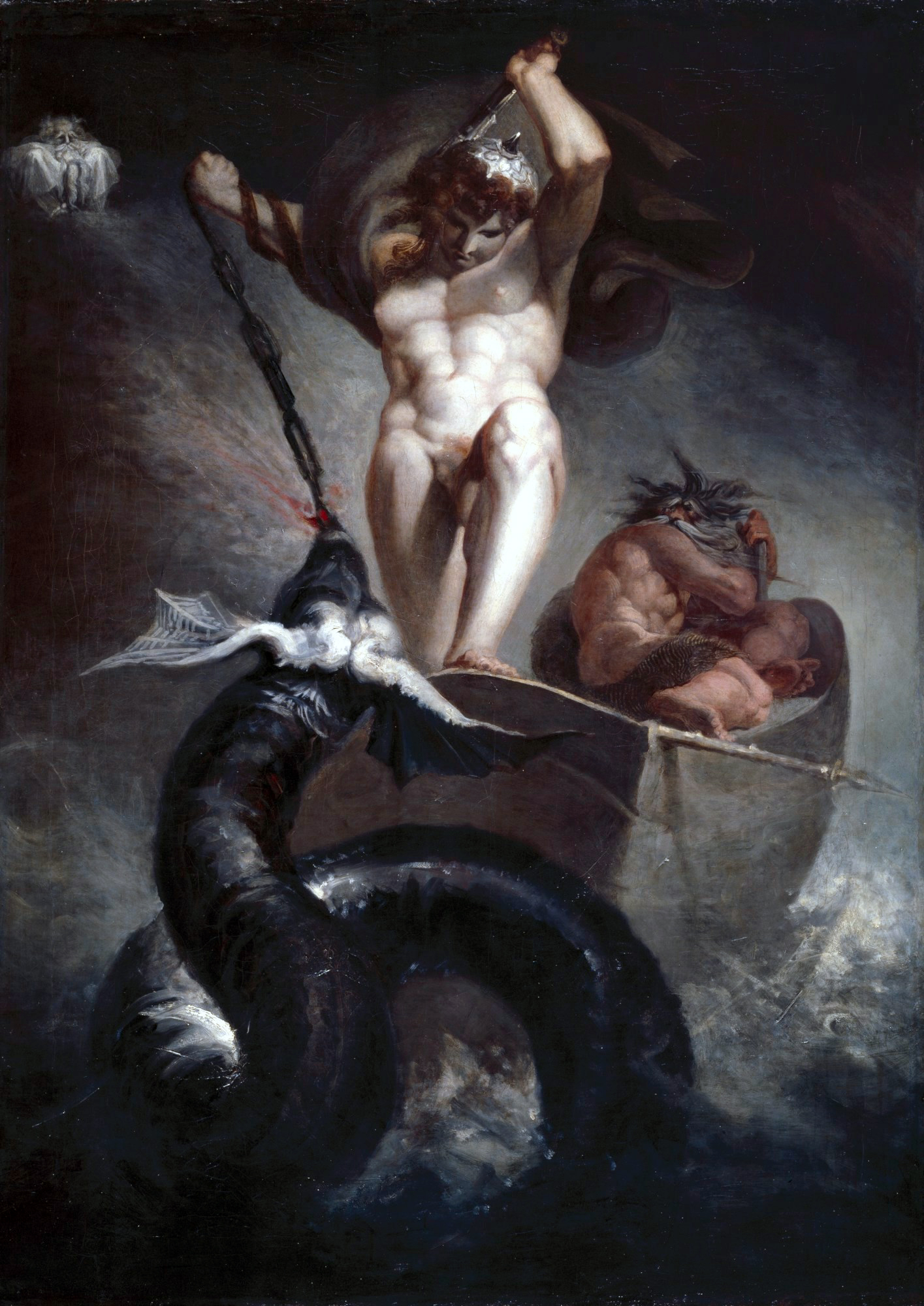
ثور يقاتل ثعبان مدكارد بريشة هنري فوسيلي الأكاديمية الملكية للفنون ، لندن

وكان لهذه الأساطير تأثيرٌ كبيرٌ على مجالات الفنون والخيال، وكانت مصدر إلهام للعديد من المؤلفين والمنتجين والموسيقيين والرسّامين وغيرهم من الفنانين، وأُنتجت عدة أفلام تتحدث عنها. فمثلا في مجال الأدب تظهر ثلاثية تولكين سيد الخواتم تأثرا واضحا بالأسطورة. وتصدر مارفل كومكس سلسلة قصص مصورة لبطل خارق يدعى ثور. في مجال الموسيقى كتبت العديد من فرق الميتال أغاني تتحدث عن الميثولوجيا كفرقة مانووار، وفي مجال الألعاب، استوحت العديد من ألعاب الفيديو عوالمها من هذه الميثولوجيا، مثل لعبة وورلد أوف ووركرافت. وايضا لعبة (إله الحرب4) والتي تمحورت في هذا الجزء حول الأساطير الإسكندنافية.

## المصادر

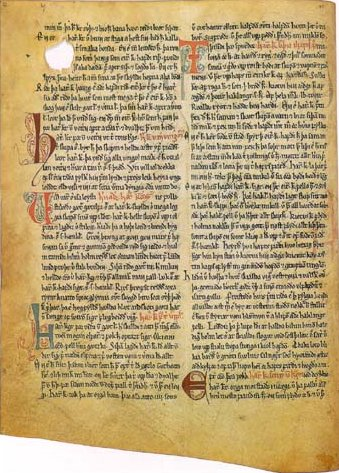
صورة لإحدى سجلات هيمسكرينغلا

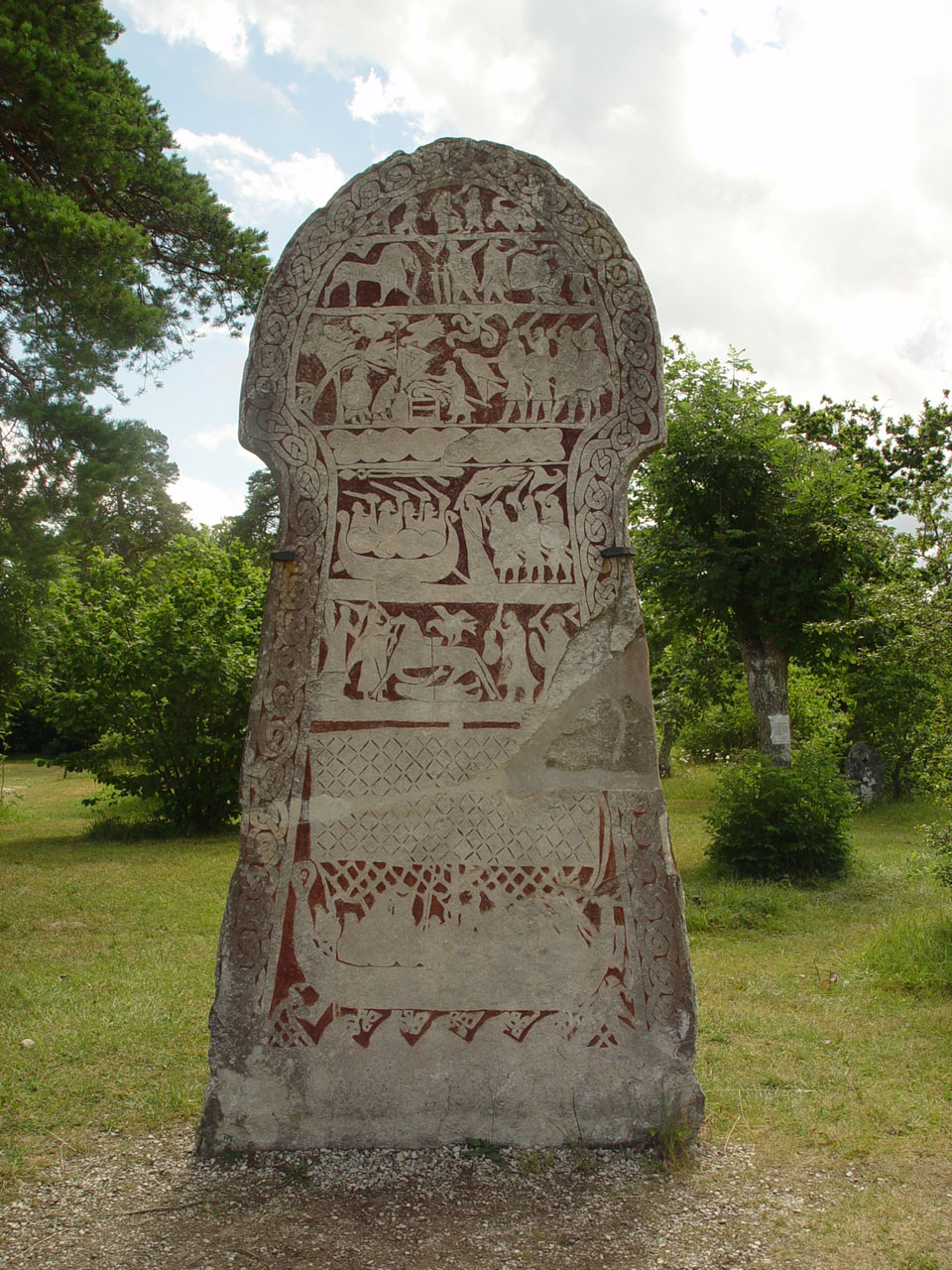
صخرة تصويرية

## الأسطورة
تعتبر الأساطير الإسكندنافية واحدة من أغنى الأساطير ومملوءة بعدة كائنات وشخصيات لم تكن لتوجد في أية ثقافات وأساطير أخرى، ولا يرجع ذلك لكونها قصة متكاملة وملونة بشكل استثنائي فحسب، بل أيضا لامتلاءها بالعديد من المعاني الخفية.

### أصل العالم
قبل أن يوجد تراب، سماء، أو أي شيء أخضر، لم يكن هناك شيء. سوى الفراغ المتثائب غينونغاغاب، وقد توسطت هذه الهاوية الصامتة والمظلمة بين عالم النار موسبيلهايم، وعالم الجليد نيفلهايم. وقد تسللت قطع جليدية من نيفلهايم، مع ألسنة لهب من موسبيلهايم، والتقيتا في غينونغاغاب، ووسط هسهسة ذوبان الجليد وطقطقة النيران، شكلت قطرات المياه المذابة يمير العملاق الأول، ولم يكن يمير محدد الجنس، فكان يتكاثر بشكل استثنائي، فمن تعرقه ولدت المزيد من العمالقة. ومع استمرار ذوبان الجليد تشكلت البقرة أويثمبلا، فكان حليبها مصدر غذاء يمير، كما أنها كانت السبب في تحرير أول الآلهة بوري من خلال لعقها البطيء للجليد المالح. وقد أنجب بوري الإله بور، الذي تزوج من العملاقة بيستلا، ابنة العملاق بولثورن، وكان حصيلة زواجهما ثلاثة أنصاف آلهة، وأنصاف عمالقة، أودين، الذي أصبح رئيس مجمع الإسر، وأخويه فالي، وڤي.
قام أودين وأخوته بقتل يمير، وقاموا بتشكيل العالم من جثته، فخلقوا المحيطات من دمائه، وخلقوا التربة من جلده وعضلاته، والنباتات من شعره، الغيوم من دماغه، والسماء من جمجمته. ووكلوا أربعة أقزام لحملها.
وقد غرقت سلالة العمالقة في الفيضان الكبير الناتج من دماء يمير، واستطاع كل من بريكليمر وزوجته ورسا النجاة والإبحار إلى عالم يوتنهايم، وهناك بدأوا يتكاثرون من جديد. ثم خلقت اٌلهة كلا من الشمس «سول» والقمر «ماني» من الشرارات الصادرة من موسبيلهايم، كما كلفت كلا من نوت وداغ لتسير عمليتي الليل والنهار على التوالي. أخيرا قامت الآلهة بخلق أول البشر أسك وإمبلا من جذعي شجر، وبنوا السياج حول عالمهم ميدغارد، من رموش يمير ليحموهم من هجمات العمالقة.
ويلاحظ مما سبق أول مفهوم من المفاهيم الثلاثة الرئيسية التي تشكلت منها هذه الأسطورة، أن العالم لم يأتِ من فراغ، بل كان لابد أن يسبقه دمار، فكانت الحياة تتغذى من الموت، فالآلهة الثلاثة لم تكن لتشكل هذا الكون من لا شيء، كما هي فكرة الخلق في الديانتين اليهودية والمسيحية، بل كان لابد من ذبح العملاق يمير، الذي شخص الفوضى البدائية، وكان الامتداد الشخصي لهاوية غينونغاغاب. وكانت ذريته، العمالقة، تحاول دائما إعادة هذا الكون إلى حالته الفوضوية البدائية. وقد استطاعوا ذلك من خلال راغناروك.

### الكونيات
إن جميع العوالم، وعددها تسعة، وبكل ما تحتويه من كائنات تمركزت حول ووسط وأسفل شجرة العالم يغديراسيل . وقد سكنت الآلهة في أعلى هذه الأقاليم أسغارد، بينما سكنت البشرية في العالم الأوسط  ميدغارد ، وهذه العوالم التسعة هي:
- . أسغارد: عالم آلهة الآسر، وقد ارتبط ببقية العوالم الأخرى عن طريق جسر بيفروست.
- . مدغارد: عالم الإنسان أو عالمنا.
- . يوتنهايم: عالم العمالقة.
- . فاناهيمر: عالم آلهة الفانير.
- . موسبلهايم: عالم النار ويقطنه سورت وهو من العمالقة.
- . نيفلهايم: عالم الجليد والضباب.
- . ألفهايم: عالم الإلف.
- . سفارتالفهايم: عالم الأقزام وإلف الظلام.
- . هيلهايم: عالم الأموات وتقطنه هيل .

بالإضافة إلى كل هذه العوالم فقد قطنت يغدرايسيل عدة مخلوقات كالسنجاب ناقل الشتائم والرسول، راتاتوسك ، والصقر الصارخ فيدرفولنير، والشجرة نفسها لديها ثلاثة جذور، وأسفل إحدى هذه الجذور تقيم الأخوات الثلاثة المعروفة باسم نورن. أما جميع أحداث هذا العالم فجميعها مشخصة مثل الشمس (سول، إلهة)، القمر (ماني، إله)، والأرض (يورد، إلهة). كذلك جميع الشخصيات المتعلقة بالوقت، كاليوم (داغر، إله)، والليل (نوت، من العمالقة).
أما الحياة الأخرى فتعتبر مسألة معقدة في الأساطير الإسكندنافية، فالأموات قد يذهبون إلى العالم المرعب هيل، والذي تحكمه امرأة تحمل نفس الاسم ، ومن الممكن أن يتم اختيارهم من قبل الفالكيير ، ليأخذونهم إلى قاعة أودين الكبرى فالهالا، أو ربما يتم اختيارهم من قبل الإلهة فرييا

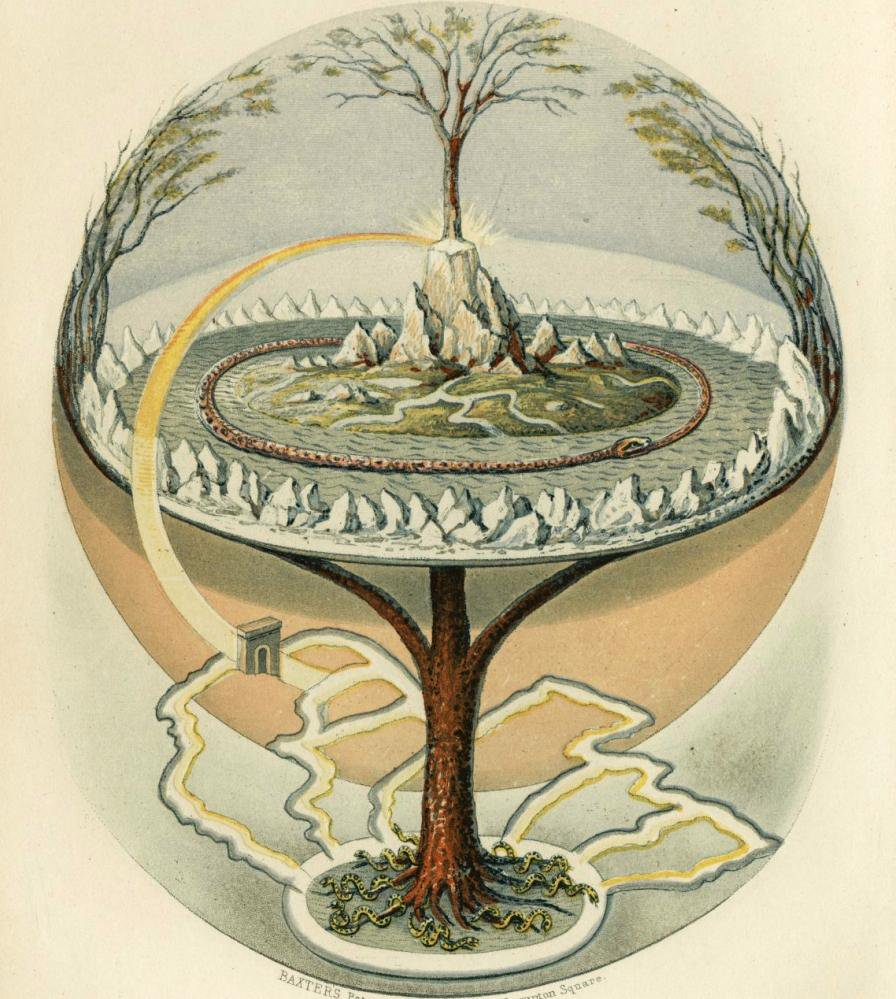
تخيل ثنائي الأبعاد لإغدراسيل

```
إلى قاعتها 
فولكفانغ
.
[
21
]
```

### الآلهة والمخلوقات
امتلأت الأساطير الإسكندنافية بالعديد من المخلوقات المتنوعة، فقد كانت شعوب المناطق الإسكندنافية والقبائل الجرمانية، قبل دخولها في المسيحية، بعيدة كل البعد عن فهم وجود كل هذه المخلوقات التي حولها، فكان كل شيء حولهم، سواء أكان تراب، صخور، نباتات، حيوانات، أو غير ذلك مما نسميه نحن اليوم بالعناصر الطبيعة، مملوءا بأرواح معينة، كما أن الكون نفسه قد امتلأ بعدد لا متناهي من الكائنات غير المرئية. وقد لعبت هذه الكائنات غير المرئية دورا كبيرا في إنتاج هذا الكم الهائل من القصص والخرافات المتواجدة في ثنايا وقلب هذه الأساطير. أما هذه المخلوقات فهي:
- . آلهة الآسر، وهي الشخصيات الرئيسية في الأساطير الإسكندنافية، وقد أقامت في الإقليم السماوي الرائع أسغارد، وقد انقسمت إلى آلهة ذكورية وهم الآسر، وآلهة انثوية وهن الأسينيور. ومن بين هذه الآلهة، أودين، أكثر الآلهة حكمة وسحرا ورئيس المجمع الإلهي. ثور، أقوى الآلهة والمدافع الرئيسي عن كل من الآلهة والبشر. لوكي، الإله المخادع. بالدر، الإله الشاب والذي أحدث موته تغييرا في مسار الأسطورة الإسكندنافية. فريغ، ربة الحب. هيمدال، الإله الأبيض، ذو الأسنان الذهبية، حارس جسر بيفروست. تير، إله الحرب. أيدون، حاملة تفاحات الشباب الذهبية. بالإضافة إلى العديد منهم. (انظر قائمة الآلهة الإسكندنافية)
- . آلهة الفانير، وهم العشيرة الثانية من الآلهة، وقد أقاموا في عالم فاناهايم، وارتبط اسمهم أكثر بالعالم الطبيعي، فكانوا المسؤولين عن الخصوبة، الزراعة، النسل والصيد، وقد خاضوا، بحسب الأسطورة، حربا طاحنة مع آلهة الآسر، عرفت بحرب الآسر والفانير. ولعل أشهر هذه الآلهة هو نيورد، إله البحار والمحيطات. وولديه، فريي، إله الخصب. وفرييا ربة النسل، والتي تشاركت مع أودين في اختيار الأبطال الذين سقطوا على أرض المعارك لتأخذهم إلى قصرها السماوي.
- . العمالقة، أو اليوتن، أو المفترسون، كما يحبذ الإسكندنافيون أن يطلقوا عليهم. ممثلو الفوضى البدائية، والظلمة الرئيسية. وقد أقامت العمالقة في إقليم يوتنهايم، أرض الظلام والرعب والموت. وقد انقسموا إلى عمالقة الجليد، أعداء الآسر الأبديين وعمالقة الجبال، وعمالقة النار. وستتحد مع بعضها أخيرا في المعركة النهائية راغناروك. من أولئك العمالقة تحول إلى الإقليم السماوي ليصبحوا أنصاف آلهة، ويسيطروا على بعض العوالم الأخرى. مثل هيل، ابنة لوكي، التي سيطرت على عالم الأموات نيفيلهايم. وسكادي ربة التزلج والجبال الجليدية. وبعضها حافظ على سلالة العملاق الأول يمير، واستمروا في إغاظة ومحاربة الآلهة كلما سنحت لهم الفرصة بذلك.[23]
- . الأقزام، وهم إحدى المجموعات اللامرئية التي ذكرتها الأساطير الإسكندنافية، ولكنها لعبت دورا كبيرا في تحديد مسار الأحداث، عرفوا ببراعتهم في أعمال الحدادة والبناء والسحر، وكانوا يعيشون تحت الأرض، وبين الجبال في عالمهم نيدافلير، ويكفي القول أن أغلب الأسلحة لتي استخدمتها الآلهة كانت من صنعهم سواء أكانت مطرقة ثور السحرية، ميلونيير. أو رمح الإله الأعظم أودين، غونغنير. ولكن ما تبقى من الأسطورة فإنها لم تذكر دورهم النهائي أو وجودهم ضمن المعركة النهائية راغناروك.[24]
- . إلف، مجموعة من الكائنات الصغيرة وقد انقسموا إلى نوعين إلف الظلام، الهاربين من النور وقد قطنوا عالم سفارتالفهايم السحري. وإلف النور، وقد أقاموا في العالم الرائع ألفهايم.

بالإضافة إلى كل ما ذكر من شخصيات رئيسية كان هناك عدد لا متناهي من الشخصيات الأخرى كالنورن، المتحكمات بالقدر. الفالكيير، رسولات الإله أودين، واللواتي يخترن المحاربين الذين يسقطون في المعارك.
كما لعبت الحيوانات دورا هاما في هذه الأساطير، فكان هوغين ومونين غرابا أودين، واللذان يجوبان العالم نهارا، ويقدمان تقريرهما المفصل حول ما رأياه وما سمعاه ليلا، وجيري وفريكي الذئبين. بالإضافة إلى أفعى العالم يورمونغاند، وأخيها الذئب فينرير، والحصان ذو الأرجل الثمانية، سليبنير، والذي يمتطيه أودين. كذلك التنين نيدهوغ الذي ما يفتأ يهاجم جذور شجرة العالم يغدرايسيل.

### النهاية والبداية
وفوق كل ما ذكر سابقا وكل التعقيدات والأسماء، إلا أنها في نهاية الأمر ستزول، كما ذكرت هذه الأساطير. ففكرة نهاية هذا العالم واختفاء آلهته وأبطاله استولت على حيز كبير من هذه الأساطير. فمعركة راغناروك هي المصير المحتوم للآلهة والعمالقة والبشر، وهذا ما عرفته الآلهة جيدا، وقد قامت بالتحضير لهذا اليوم الموعود. فكان الإينهيريار يتدربون نهار كل يوم حتى المغيب في قاعة أودين الذهبية فالهالا. بينما جمع لوكي حوله العمالقة لكي يقوم بهجومه الأخير.
إلا أن هذه النهاية ليست سوى بداية عالم جديد تسوده الأراضي الخضراء ويعم السلام والأمان، ويعود بالدر ليقوم من عالم الأموات ويحكم هذ العالم كما ينبغي أن يحكم. إلا أنه ليس بمفرده بل معه مجموعة من الآلهة الجديدة. ويتوالد البشر من جديد بعد نجاة ليف وليفثرايزير.

## أساطير الأبطال والملوك
إضافة إلى قصص الآلهة والكائنات الخارقة وكيفية بناء العالم وملحمة النهاية تحدثت قصائد إيدا عن أبطال وملوك من البشر الذين عاشوا في مدكارد، وعن الملاحم التي صاغتها إنجازاتهم. أدت هذه الملاحم وظيفة الحكايات الشعبية القومية للأبطال القوميين الإسكندنافيين، ومن أهم العائلات البشرية التي تحدثت عنها ملاحم البشر عائلة فولسنك، وقائدها الشجاع سيكرد، ومن أشهر الشخصيات راغنار لوثبروك

## وصلات خارجية
- heimskringla.no النثر والشعر الإسكندنافي القديم
- Sacred-Texts.com - مصادر إضافية
- الأساطير التي لا تشيخ- الميثولوجيا الإسكندنافية - معلومات وحكايات من الأدب الجرماني والإسكندنافي
- مشروع رونيبرغ - a Nordic equivalent to Project Gutenberg